# Viola beebyi
Viola beebyi är en violväxtart som beskrevs av George Claridge Druce. Viola beebyi ingår i släktet violer, och familjen violväxter. Inga underarter finns listade i Catalogue of Life.